# Кампу-ду-Бриту
Кампу-ду-Бриту (порт. Campo do Brito)  —  муниципалитет в Бразилии, входит в штат Сержипи. Составная часть мезорегиона Сельскохозяйственный район штата Сержипи. Входит в экономико-статистический  микрорегион Агрести-ди-Итабаяна. Население составляет 16 472 человека на 2006 год. Занимает площадь 200,8 км². Плотность населения — 82,03 чел./км².
Праздник города —  29 октября.

## История
Город основан 29 октября 1912 года. 

## Статистика
- Валовой внутренний продукт на 2004 составляет 42.602.649,00 реалов (данные: Бразильский институт географии и статистики).
- Валовой внутренний продукт на душу населения на 2004 составляет 2.650,24 реалов (данные: Бразильский институт географии и статистики).
- Индекс развития человеческого потенциала на 2000 составляет 0,661 (данные: Программа развития ООН).

## География
Климат местности: тропический. В соответствии с классификацией Кёппена, климат относится к категории As'h.